# Sjön suger (musikgrupp)
Sjön suger  var en svensk musikgrupp som bildades 1973 i Stockholms södra förorter.
Sjön suger spelade i radioprogrammet "Blandat bandat" och medverkade 1974 på ett samlingsalbum med inspelningar från nämnda program ("Blandat bandat", utgiven på skivbolaget Musiklaget). Bandet spelade ursprungligen bluegrassmusik och väckte till en början intresse inom proggrörelsen. Kort därefter blev emellertid bandet alltmer inspirerat av folkmusik och gamla svenska schlagers, något som kom att prägla deras fyra album. 
Tack vare framgången på Svensktoppen 1976 med låten "Semesterflirt" (maximalt tillåtna tio veckor) fick de uppträda på scener som Gröna Lund och Liseberg. Bandet upplöstes 1979, men har sedan dess återförenats några gånger.

## Medlemmar
- Kjell-Åke Ring – mandolin, diverse instrument
- Ulf Sjögren – gitarr
- Staffan Björkman – kontrabas
- Kjell Johansson – banjo (1973–78)
- Lars Bjerges – mandolin, tvättbräda (1973–75)
- Björn Nilsson – fiol (1973–75)
- Per Brandt – fiol (1975–76)
- Anders Schilling – fiddel, dragspel, skedar, piano (1976–79)
- Jan Åkerström – banjo (1978–79)

## Diskografi
- I kustbandet (Polydor, 1974)
- Sjön suger (Strike of Sweden, 1976)
- Värre än vanligt (Strike of Sweden, 1977)
- Fina fisken (M Records, 1978)